# Wulfing von Stubenberg
Wulfing von Stubenberg (né en 1259 à Kapfenberg, mort le 14 mars 1318 à Bamberg) est évêque de Lavant (de) et de Bamberg.

## Biographie
Wulfing vient de la  (de), liée à la maison de Habsbourg. Son père s'appelle aussi Wulfing von Stubenberg et sa mère Elisabeth von Ortenburg (de).
Wulfing obtient un magister artium puis est doctor decretorum. En 1273, il devient prêtre à Bruck an der Mur, en 1278 aumônier de l'archevêque de Salzbourg Frédéric II de Walchen (de) et en 1288 dominicain. Plus tard, il est prieur de l'église Saint-Nicolas de Friesach (de) et en même temps de Bruck.
En 1290, Wulfing von Stubenberg est élu archevêque de Salzbourg, mais ne reçoit aucune confirmation. Après que l'évêque Heinrich von Helfenberg (de) est transféré à Gurk, Wulfing est nommé comme son successeur à Lavant en 1299.
Après la mort de l'évêque Leopold von Gründlach en 1303, le chapitre n'arrive pas à se mettre d'accord sur un successeur. Une partie est pour Gerlach von Wetzlar, prévôt de Völkermarkt, une autre pour Johannes von Muchel, le prévôt de la cathédrale. Mais après que les deux candidats se désistent parce qu'aucun ne pourra être confirmé, le pape Benoît XI nomme Wulfing von Stubenberg le 31 janvier 1304.
Durant son mandat, de nombreuses paroisses laïques passent sous la responsabilité de monastères. En 1310, un monastère et un couvent dominicains sont créés à Bamberg. En 1314, il fonde l'abbaye de Neunkirchen am Brand (de) dirigée par les chanoines réguliers de saint Augustin et qui ne dépend plus de l'archidiacre en 1317. Quelques monastères reçoivent la dîme et des indemnités : l'abbaye de Langheim en 1308, l'abbaye de Michelfeld en 1313, l'abbaye Saint-Théodore (de) en 1315. Cependant l'évêque ne parvient à réduire la dette du diocèse.
En 1305, Wulfing nomme son frère Friedrich Hauptmann responsable des biens du diocèse de Bamberg dans la Carinthie.

## Source, notes et références
- (de) Cet article est partiellement ou en totalité issu de l’article de Wikipédia en allemand intitulé « Wulfing von Stubenberg » (voir la liste des auteurs).